# Ekonomska geologija
Ekonomska geologija bavi se u širem smislu svim područjima geologije koje se izravno nadovezuju na ekonomsku dobit proizašlu iz istraživanja ili proizvodnje neke mineralne sirovine. Pod sirovinom se podrazumijeva svaka prirodna krutina ili fluid koje ima neku ekonomsku (tržišnu) vrijednost.
Ekonomska geologija uključuje proizvodnju čvrstih sirovina poput ugljena, gline te različitih minerala i stijena. Zatim uključuje proizvodnju ugljikovodika te crpljenje pitke vode, uključujući valorizaciju tih sirovina prema tržišnim cijenama.